# Melkschemel

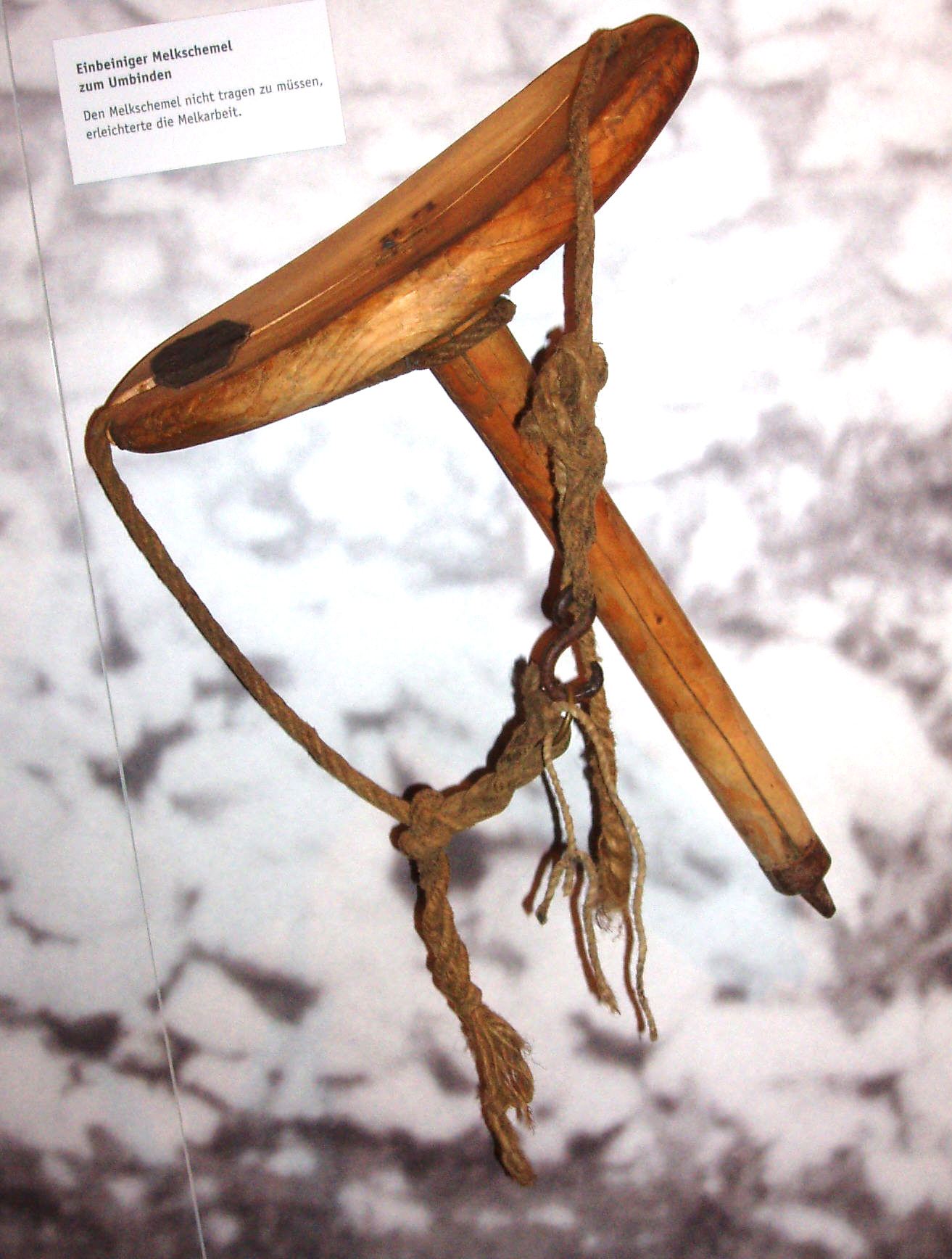
Melkschemel
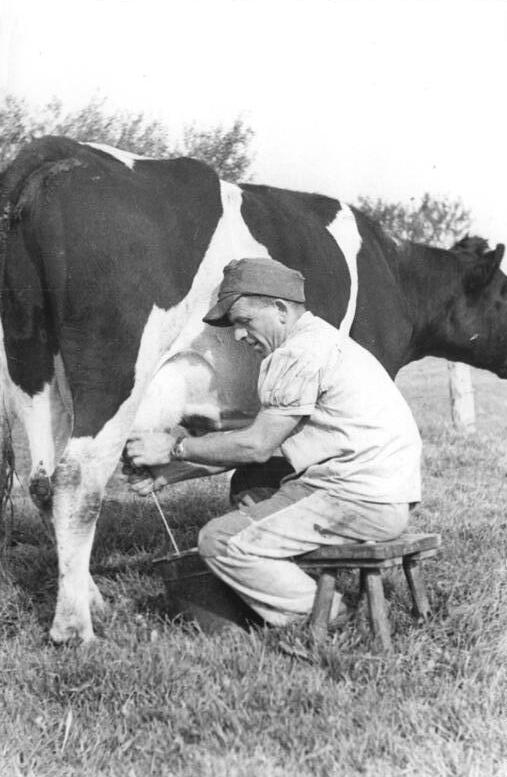
Benutzung eines Melkschemels

Der Melkschemel ist ein Schemel, der beim Melken im Anbindestall verwendet wird. Ein typischer Melkschemel besteht aus einem einzelnen, oft gefederten Standfuß und einer runden Sitzplatte. Da beide Hände beim Melken benötigt werden und der Melkende oft von Kuh zu Kuh wechselt, kann der Melkschemel meistens mit einer Garnitur umgeschnallt werden. Er wird meistens aus Holz oder Stahl hergestellt.
Nicht selten wurden diese niedrigen Hocker mit kunstvollen Holzschnitzereien versehen und gaben damit einen Hinweis auf den Status und Wohlstand des Landwirtes.

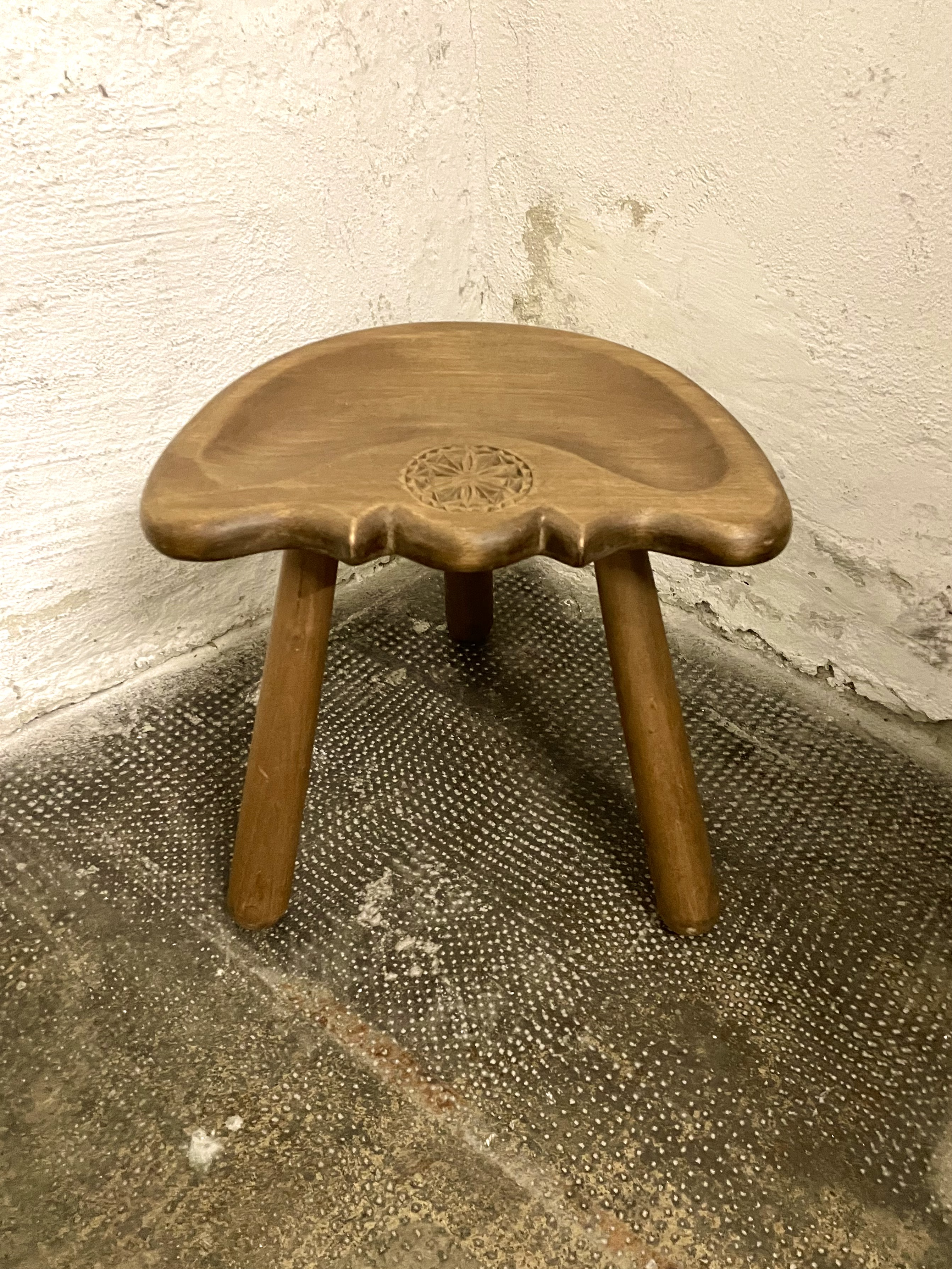
Kunstvoll geschnitzter Melkschemel, 19. Jahrhundert, Rumänien

In manchen Gegenden wurde ein vierbeiniger Hocker als Melkschemel verwendet.
Mit der Einführung des Melkstands wurden Melkschemel überflüssig.

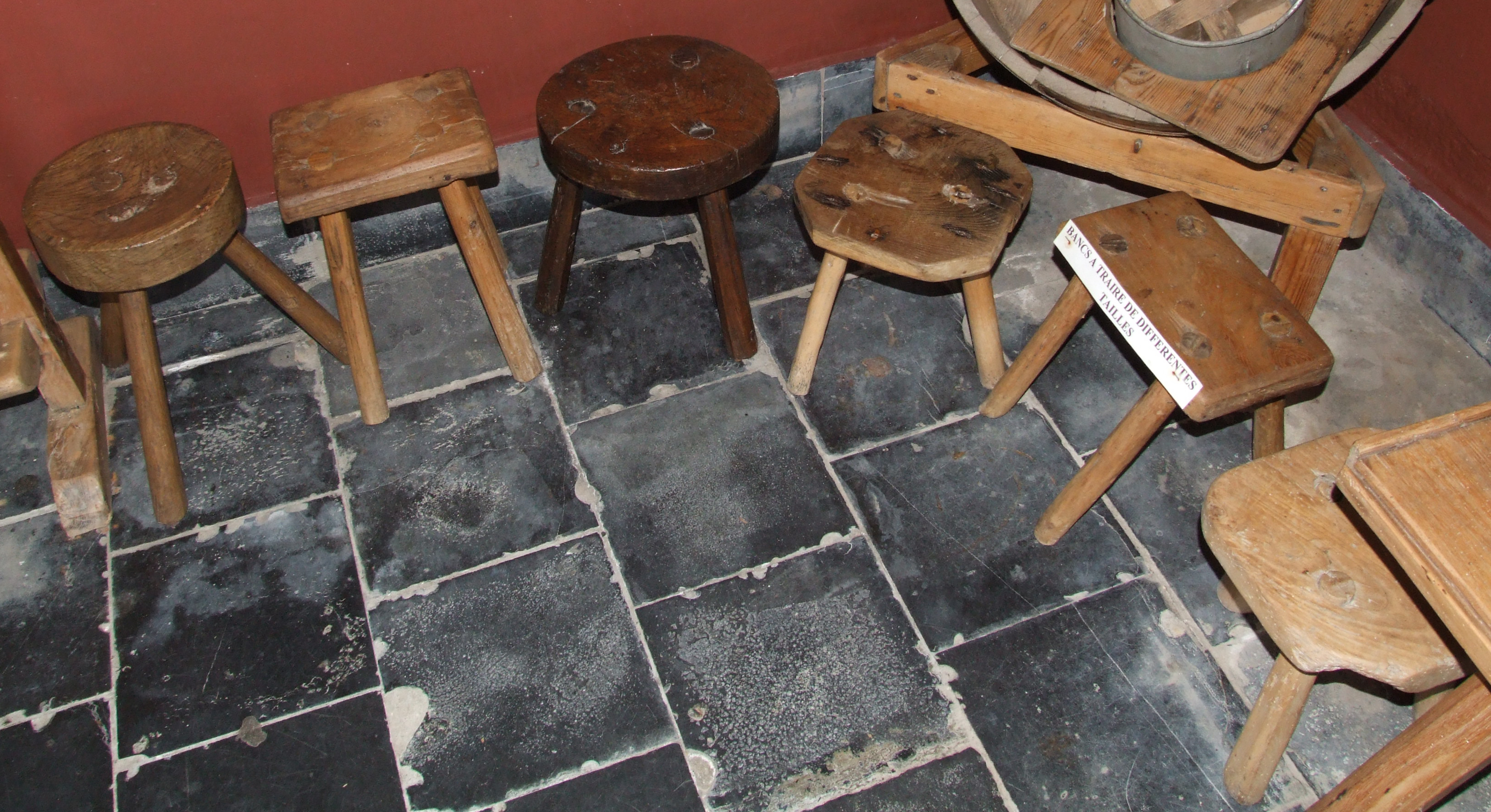
Sechs Melkschemel im Écomusée du Bommelaers-Wall in Ghyvelde, Frankreich